# Agesilao (nome)
Agesilao  è un nome proprio di persona italiano maschile.

## Varianti in altre lingue
- Catalano: Agesilau[4]
- Croato: Agezilaj
- Francese: Agésilas
- Greco antico: Ἀγησίλαος (Agesilaos)[3][4]
- Greco moderno: Αγησίλαος (Agīsilaos)
- Latino: Agesilāus[3], Agesylaus[1]
- Lituano: Agesilajas
- Olandese: Agesilaüs
- Polacco: Agezylaus
- Portoghese: Agesilau
- Russo: Агесилай (Agesilaj)
- Slovacco: Agésilaos
- Sloveno: Agezilaj
- Spagnolo: Agesilao[4]
- Ungherese: Ageszilaosz

## Origine e diffusione
Deriva dal nome greco antico Ἀγησίλαος (Agesilaos), portato da svariate figure storiche; il primo elemento che lo compone può essere ἁγέομαι (hagéomai, la forma dorica di ἡγέομαι, hēgéomai, "guidare", "condurre"), ἄγω (ago o ἄγειν, agein, sempre "guidare") oppure ἆγειν (agein, "riportare"), mentre il secondo è λαός (laos, "popolo"). Il significato complessivo può essere interpretato come "conduttore del popolo", "condottiero di popoli" o "che trae a sé il popolo".

## Onomastico
È un nome adespota, cioè privo di santo patrono; l'onomastico può essere festeggiato il 1º novembre, giorno di Ognissanti.

## Persone
- Agesilao, storico greco antico

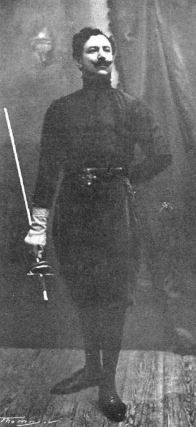
Agesilao Greco

- Agesilao, zio e tutore del re di Sparta Agide IV ed eforo
- Agesilao I, re di Sparta
- Agesilao II, re di Sparta
- Agesilao Flora, pittore italiano
- Agesilao Greco, schermidore e saggista italiano
- Agesilao Milano, militare italiano

## Il nome nelle arti
- Agesilao degli Incerti è un personaggio del romanzo di Gesualdo Bufalino Le menzogne della notte.